# Dan borca
Dan borca je bio praznik u bivšoj SFRJ koji se slavio 4. srpnja.
Dan borca je obilježavao godišnjicu poziva KPJ – 4. srpnja 1941. na partizanski oružani otpor silama Osovine u kapitulantskomu Jugoslavenskom kraljevstvu. Izravan povod pozivu bio je napad Njemačkoga Reicha na Savez Sovjetskih Socijalističkih Republika. Prestaje se obilježavati raspadom SFRJ; u Republici Hrvatskoj od 1989. godine.
U trenutku službenoga poziva KPJ, oružani otpor na području Hrvatske je bio već u tijeku, posebice na području Banovine, gdje je 22. lipnja 1941. pored Siska osnovan Prvi sisački partizanski odred. Stoga se u Hrvatskoj 22. lipnja obilježava se kao Dan antifašističke borbe.
Istoga dana, na istoj sjednici Politbiroa Centralnoga komiteta Komunističke partije Jugoslavije, održanoj u vili Vladislava S. Ribnikara, Politbiro je odlučio formirati Glavni štab NOP-a za Srbiju. Glavni štab Srbije, kasnije Glavni štab NOV i PO Srbije je nakon pada »Užičke republike« imao sjedišta u Sandžaku, Bosni i Hercegovini, da bi tijekom srpnja 1944. bio stacioniran na Visu, odakle je krenuo natrag u Srbiju.

## Poveznice
- Praznici u SFRJ